# Waldburg (Ausztria)
Waldburg település Ausztriában, Felső-Ausztria tartományban, a Freistadti járásban, területe 26,58 km².

## Fekvése
Tengerszint feletti magassága 685 méter. Waldburg Reichenthal, Rainbach im Mühlkreis, Freistadt, Neumarkt im Mühlkreis, Hirschbach im Mühlkreis és Schenkenfelden településekkel határos.

## Népesség
Lakosainak száma 1375 fő (2018. január 1.).